# Ishtar (gruppo musicale)
Ishtar è un duo folk belga fondato nel 2003 da Michel Vangheluwe e Soetkin Baptist, i quali si sono ispirati, per il nome del gruppo, alla dea della mitologia mesopotamica Ištar.

## Storia
Nel 2008 il gruppo ha rappresentato il Belgio all'Eurovision Song Contest 2008 con la canzone O Julissi, cantata in una lingua immaginaria ma che, in alcune parti, presenta strette assonanze con il francese e con l'ucraino.

## Discografia
- 2005: TroubAmour
- 2008: O julissi